# Wilhelm Sebekovsky
Wilhelm Johann Sebekovsky (24. června 1906, Jesenice u Rakovníka – 12. března 1981, Essen) byl česko-německý právník, politik za Sudetoněmeckou stranu v době první republiky a v letech 1939 až 1940 předseda místní správy Správní obvod Cheb v Říšské župě Sudety.

## Život
Wilhelm Sebekovsky se narodil jako syn Wilhelma Sebekovského (* 22. června 1878 v Jesenici), úředníka u c.k. okresního soudu v Jesenici a jeho manželky Mathildy roz. Fritschové (* 21. června 1880 ve Vejprtech). Vystudoval práva na univerzitách v Praze, Curychu a Vídni a získal doktorát a následně pracoval jako právník.
Byl členem různých vzdělávacích a kulturně-společenských spolků. V roce 1933 spoluzakládal Sudetoněmecké vlastivědné fronty (Sudetendeutsche Heimatfront), z níž se v roce 1935 stala Sudetoněmecká strana (SdP) a od roku 1933 byl vedoucím tiskové kanceláře strany. 
V letech 1935 až 1938 byl poslancem čs. Národního shromáždění za SdP, a od roku 1935 také členem užšího vedení a hlavní rady SdP. Jako důvěrník Konrada Henleina byl jedním z vyjednávacích partnerů anglického mediátora sudetské krize lorda Runcimana.
Po německé anexi Sudet nacistickým Německem na podzim 1938 Sebekovsky vstoupil do NSDAP. 
Od 1. dubna 1939 byl hejtmanem správního Chebského spávního obvodu se sídlem v Karlových Varech až do svého odvolání v letech 1940/41. Oficiálně sice úřad zastával až do roku 1945, ale v letech 1940/41 tuto funkci de facto převzal jeho zástupce Karl Müller a Sebekovský byl povolán do Wehrmachtu. Poté byl přísedícím u pražského lidového soudu.
Po druhé světové válce se usadil v Essenu jako právník a byl spoluzakladatelem Witikobundu.  Byl též dlouholetým vedoucím kanceláře politika německé Svobodné demokratické strany Ernsta Achenbacha, který byl poskvrněn nacismem. 